# Preaporeț, Stara Zagora
Preaporeț (în bulgară Пряпорец) este un sat în comuna Stara Zagora, regiunea Stara Zagora,  Bulgaria. 

## Demografie
Componența etnică a satului Preaporeț
     Bulgari (94,35%)
     Nicio identificare (3,22%)
     Altele (2,41%)
La recensământul din 2011, populația satului Preaporeț era de 124 locuitori. Din punct de vedere etnic, majoritatea locuitorilor (94,35%) erau bulgari. Pentru 3,22% din locuitori nu este cunoscută apartenența etnică.